# Chorgo
Chorgo, Chorog, (mong. Хорго) - drzemiący wulkan leżący w górach Changaj, w środkowej Mongolii, w ajmaku północnochangajskim, na zachód od Ułan Bator. 
Wulkan Chorgo wraz z 3 lub 5 innymi stożkami piroklastycznymi znajduje się na polu wulkanicznym długości ok. 4 km, określanym w literaturze anglojęzycznej jako Taryatu-Chulutu lub Tariat. Pole to związane jest z mioceńsko - holoceńskim wulkanizmem ryftu bajkalskiego.   
Chorgo ma postać stożka wulkanicznego o wysokości bezwzględnej 2240 m n.p.m., a względnej 263 m (lub 120 m wg Chuvashovej i in. 2007) i nachyleniu stoków 45 stopni. Średnica podstawy góry wynosi 1200 m, a na szczycie znajduje się krater, którego rozmiary podawane są w literaturze różnie: średnica 500 m, głębokość 100 m lub odpowiednio 180 i 70 m. Ściany krateru są prawie pionowe. Stożek budują piroklastyki o składzie bazaltowego trachyandezytu, z bombami wulkanicznymi wielkości do 6m, a u jego podstawy znajdują się zastygnięte bazanitowe potoki lawowe tworzące plateau lawowe na południe od góry. Pierwotnie zajmowało ono 32,55 km², a objętość tworzących go wulkanitów szacuje się na 12 km³. W wyniku erozji obecnie jego grubość wynosi od 20 do 50 m, obejmuje on 30,4 km² i ma ponad 11,1 km³ objętości. Na powierzchni leżą piroklastyki, w tym bomby wulkaniczne wielkości do 1 m. W składzie wulkanitów stwierdzono domieszkę materiału wytopionego z płaszcza. Na stoku wulkanu opisano boczny krater i leżącą obok kopułę wulkaniczną. Wiek wulkanizmu określono pośrednimi metodami na interwał 8780–7710 lat temu, czyli na holocen. Badania naukowe wskazują, że powstanie wulkanu Chorgo związane było z obecnością strefy uskokowej, którą magma podnosiła się z głęboko (kilkadziesiąt km) leżącej komory magmowej. Wulkan był aktywny krótko, a temperatura wylewającej się lawy wynosiła 1040-1090 st. C. Z krateru wulkanu współcześnie wydobywają się ciepłe gazy.
Spływające potoki lawowe przegrodziły rzekę Suman gol, doprowadzając do spiętrzenia jej wód i ukształtowania się w ten sposób wielkiego jeziora, którego pozostałościami są istniejącego do dziś: jezioro zaporowe Terchijn Cagaan nuur oraz znacznie mniejsze jezioro Chödöö nuur. 
W obrębie lawy znajduje się ok. 10 pieczar, otwartych od góry, które powstały gdy gazy tworzące duże bąble w lawie wybrzuszyły ją i przebiły się na powierzchnię. Formy te nazywane są na Chorgo kamiennymi jurtami. 
Rejon wulkanu Chorgo zalicza się do najbardziej atrakcyjnych pod względem walorów przyrodniczych i krajobrazowych obiektów w Mongolii i jest dość licznie odwiedzany przez turystów. Wchodzi w skład parku narodowego Chorgo-Terchijn Cagaan nuur. 
Wizerunek Chorgo znalazł się na wydanym w roku 2023 przez pocztę mongolską bloku znaczków z okazji 100-lecia ustanowienia ajmaku północnochangajskiego.